# McLaren M23
McLaren M23 je McLarnov dirkalnik Formule 1, ki je bil v uporabi med sezonama 1973 in 1977. Zasnovala sta ga Gordon Coppuck in John Barnard, temeljil je na dirkalniku McLaren Indycar M16, toda sama oblika in razporeditev močno spominjata na dirkalnik Lotus 72, s katerim sta si delila tudi motor Ford DFV, ki pa ga je nastavilo podjetje Nicholson Engines. S tem se je povečala moč motorja na 490 KM. Oblika je bila zelo oglata, zaradi česar je bil M26 zelo aerodinamično učinkovit. 
Debitiral je na tretji dirki sezone 1973 za Veliko nagrado Južne Afrike, na kateri je Denny Hulme osvojil svoj edini najboljši štartni položaj v karieri. Hulme in Peter Revson sta med sezono dosegla tri zmage, četrto pa je skoraj dodal novinec Jody Scheckter. Slednji pa je bil odgovoren za eno najhujših nesreč v zgodovini Formule 1, ko se je na dirki za Veliko nagrado Velike Britanije zavrtel v ospredju in se mu več dirkačev ni uspelo izogniti. To je bilo preden je Emerson Fittipaldi iz Lotusa prestopil v McLaren pred sezono 1974. Njegovo poznavanje Lotusa 72 je pomagalo McLarnu izboljšati dirkalnik M23, kar je moštvu prineslo prvi konstruktorski in dirkaški naslov prvaka, slednjega je osvojil prvak Fittipaldi s tremi zmagami in še štirimi uvrstitvami na stopniče. 
Dirkalnik so za sezono 1975 še izboljšali, tudi z novim 6-stopenjskim menjalnikom, skupno pa sta tako McLaren v konstruktorskem prvenstvu, kot tudi Fittipaldi v dirkaškem, zasedla drugo mesto, prvak pa je postal Niki Lauda z odličnim dirkalnikom Ferrari 312T. Med sezono je McLaren preizkušal različne oblike šasije, tudi s posebnimi aerodinamičnimi krilci pred zadnjimi kolesi, različnimi profili nosa dirkalnika in večjem številu krilc pred zadnjimi kolesi, kjer so bili nameščeni tudi hladilniki za olje. Večine teh izboljšav so uporabili tudi na dirkalniku McLaren M26. Konec sezone 1975 je Fittipaldi presenetil moštvo s prestopom v bratovo moštvo Fittipaldi Automotive. Zamenjal ga je James Hunt, ki je v kontroverzni sezoni 1976 osvojil naslov prvaka z zadnjo različico dirkalnika M23. 
V sezoni 1977 se je izkazalo, da nov dirkalnik McLaren M26 še ni pripravljen za dirke, zato sta Hunt in Jochen Mass ponovno uporabila dirkalnik M23, ki je bil kljub starosti že štirih let še vedno razmeroma konkurenčen. M23 ni med najbolj tehnično naprednimi in revolucionarnimi dirkalniki, toda zaradi dobre priprave in stalnega razvoja je zmagal na šestnajstih dirkah ter osvojil en konstruktorski in dirkaška naslova prvaka.